# Turak etiopski
Turak etiopski (Menelikornis ruspolii) – gatunek średniej wielkości ptaka z rodziny turakowatych (Musophagidae), występującego wyłącznie na niewielkim obszarze południowej Etiopii, gdzie jest endemitem. Bliski zagrożenia wyginięciem. Charakterystyczne dla tego i kilku spokrewnionych z nim gatunków jest występowanie w piórach unikatowych barwników: zielonej turakowerdyny i czerwonej turacyny, niespotykanych u prawie żadnych innych zwierząt.

## Odkrycie, zasięg, zagrożenie
Jest to wciąż bardzo słabo poznany gatunek. Pierwszy odkrył go w 1892 lub 1893 roku włoski podróżnik, książę Eugenio Ruspoli, który zebrał kilka okazów tego ptaka. Książę zginął jednak, nie zdążywszy spisać relacji ze swej podróży, przez co miejsce występowania gatunku pozostało na dłuższy czas tajemnicą. Okazy z kolekcji księcia Ruspolego opisał w 1896 roku Tommaso Salvadori, który nadał nowo odkrytemu gatunkowi łaciński epitet ruspolii – na cześć jego odkrywcy. Przez kolejne lata liczne ekspedycje badające Wschodnią Afrykę usiłowały zlokalizować występowanie tego turaka, jednak bezskutecznie. Dopiero w latach 40. XX wieku zaobserwowano kilka okazów w dystrykcie Arero w południowej Etiopii. Od tamtej pory obserwowano te ptaki bardzo rzadko, stąd powstało przypuszczenie, że jest to gatunek bardzo nieliczny i zagrożony wymarciem. W ostatnich latach okazało się jednak, że jest bardziej rozprzestrzeniony i pospolity, niż wcześniej sądzono. Ponieważ ptak ten preferuje określony typ środowiska: suche, górskie lasy subtropikalne na wysokości 1250–1860 m n.p.m., może być wrażliwy zarówno na zmiany klimatyczne (pustynnienie wywołane powtarzającymi się we Wschodniej Afryce suszami), jak i bezpośrednią działalność człowieka (wyrąb lasów itp.).

## Systematyka
Gatunek ten zwykle umieszczany był w rodzaju Tauraco. W 2020 roku w oparciu o badania filogenetyczne zaproponowano wydzielenie go do rodzaju Menelikornis, Międzynarodowy Komitet Ornitologiczny (IOC) zaakceptował tę propozycję. Nie wyróżnia się podgatunków.

## Morfologia

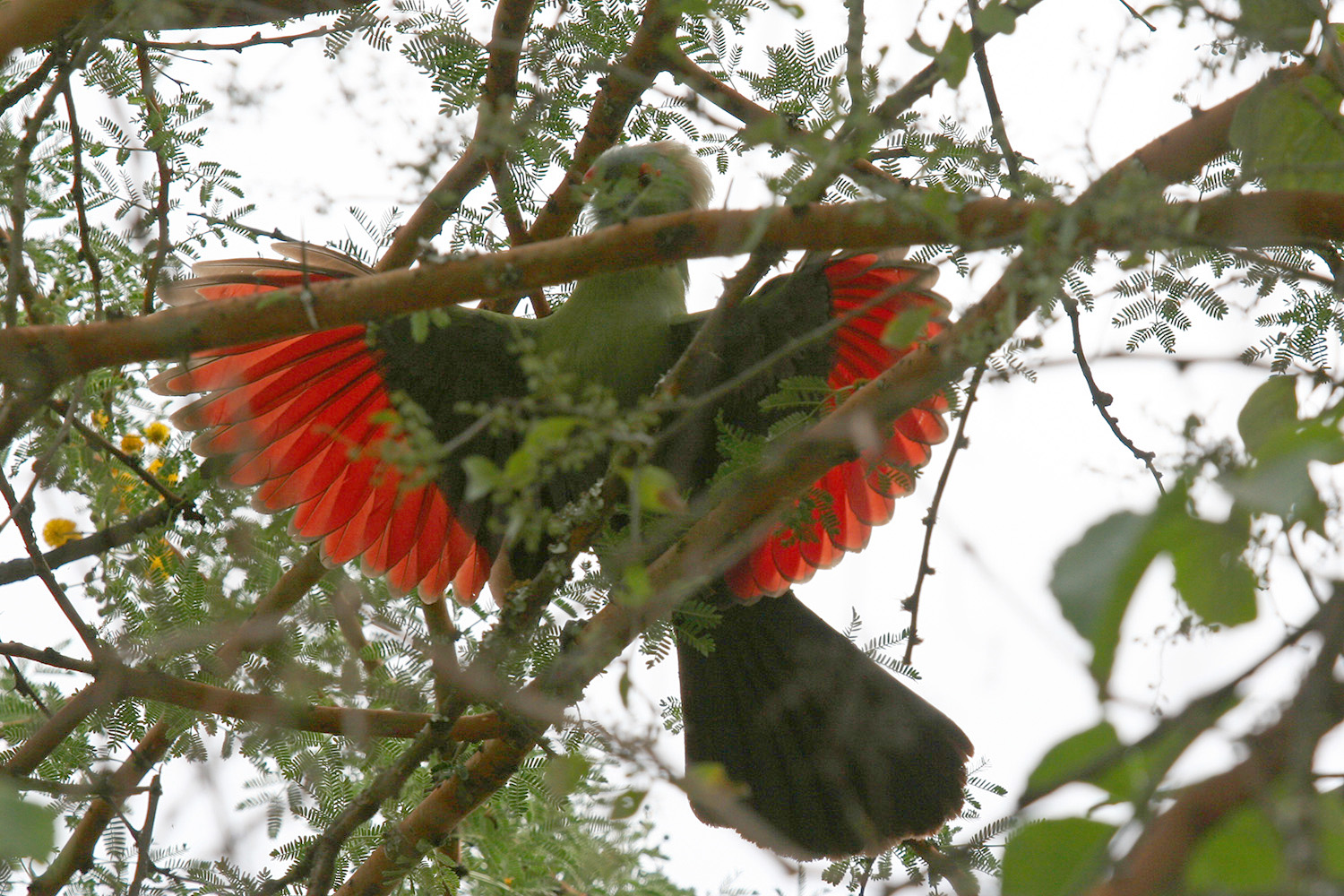
Turak etiopski ukazujący swe czerwone lotki

WyglądGeneralnie upierzeniem przypomina blisko spokrewnionego z nim turaka białouchego i kilka innych gatunków turaków: z przewagą zielonych piór na głowie, szyi i piersiach, z niebieskimi pokrywami skrzydeł, niebieskim brzuchem i ogonem, oraz z czerwonymi lotkami. Brak dymorfizmu płciowego w upierzeniu. Od spokrewnionych z nim turaków odróżnia go czub w formie delikatnej, różowo-białej „peruki” oraz mięsiste, krwistoczerwone wyrostki skórne nad okiem, tworzące „niby-rzęsy”.
Skrzydła stosunkowo krótkie i zaokrąglone, ogon długi, przystosowany do manewrowania wśród gałęzi.
Średnie wymiary
- Długość ciała: około 40 cm (wraz z długim ogonem),
- Długość skrzydła: 18 cm[6],
- Masa ciała: 200–290 g[10].

## Ekologia i zachowanie
Biotop
Wyżynne i górskie, suche lasy subtropikalne i tropikalne, z przewagą akacji i drzew iglastych.
Zachowanie
Lata słabo, za to zręcznie skacze i wspina się wśród koron drzew i gęstych krzewów.
Pożywienie
Przeważnie owoce.
Rozmnażanie
Nie zaobserwowano jeszcze lęgów tego wciąż mało poznanego gatunku.